# Lasianthus microphyllus
Lasianthus microphyllus är en måreväxtart som beskrevs av Adolph Daniel Edward Elmer. Lasianthus microphyllus ingår i släktet Lasianthus och familjen måreväxter. Inga underarter finns listade i Catalogue of Life.